# Dekiru Neko wa Kyō mo Yūutsu
Dekiru Neko wa Kyō mo Yūutsu (jap. デキる猫は今日も憂鬱) ist eine Manga-Serie von Hitsuji Yamada, die seit 2018 in Japan erscheint. Die Serie erzählt vom Alltag einer Angestellten und ihren Haustier, einer Menschen-großen Katze, die sich um den Haushalt ihrer Halterin und auch sonst um ihr Wohlergehen kümmert. Der Manga wurde 2023 als Animeserie umgesetzt, die als The Masterful Cat Is Depressed Again Today international veröffentlicht wurde.

## Inhalt
Die junge Angestellte Saku Fukuzawa (福澤 幸来) scheint ein gewöhnliches Leben zu führen. Doch wenn sie nach Hause kommt, wartet dort ein riesiger Kater auf sie, größer noch als sie selbst. Der meist mit einer Schürze bekleidete Yukichi (諭吉) kümmert sich um den Haushalt, er putzt, kocht Hausmannskost, für die sich Saku begeistert, und kauft ein. Und wenn es seinem Menschen schlecht geht, kümmert er sich um sie; wenn sie betrunken nach Hause kommt oder Unordnung stiftet, weist er sie auch zurecht. Als sie den Kater vor einigen Jahren auf der Straße aufgelesen hatte, war er noch ein kleines Kätzchen. Aber auch damals war er schon sehr intelligent und fähig. In Sakus Wohnung, die bis dahin einer Müllhalde glich, sorgt er schnell für Ordnung in ihrem Leben.
Saku weiß selbst nicht recht, wie ihr Kater so groß und ungewöhnlich werden konnte. Sie findet keinerlei Informationen über so große und intelligente Katzen und hält Yukichi daher vor ihren Kollegen und Anderen geheim. Der geht jedoch tagsüber einfach einkaufen – die Menschen um ihn herum halten ihn für jemanden im Katzenkostüm. Nur Sakus Vorgesetzter scheint etwas zu ahnen. Er brachte sie betrunken nach Hause, kurz nachdem sie Yukichi aufgenommen hatte, und bemerkte damals schon dessen ungewöhnliche Fähigkeiten.

## Veröffentlichungen
Der Manga erschien zunächst ab 22. August 2018 online auf der Website Nico Nico Seiga in der Sektion Suiyōbi no Sirius. Im Oktober 2021 wechselte der Manga ins Magazin Gekkan Shōnen Sirius, wo er seither erscheint. Dessen Verlag Kodansha bringt die Kapitel auch gesammelt in bisher elf Bänden heraus (Stand: April 2025). Auf Englisch erscheint die Serie bei Seven Seas Entertainment.
Bei Studio GoHands entstand eine Umsetzung der Geschichte als Anime für das japanische Fernsehen. Regie führte Susumu Kudo, unterstützt von Katsumasa Yokomine, und die Drehbücher schrieb Tamazo Yanagi. Das Charakterdesign entwarf Takayuki Uchida und für den Ton war Hisashi Muramatsu verantwortlich. Die 13 Folgen mit je 23 Minuten Laufzeit wurden vom 7. Juli bis 30. September 2023 von MBS, TBS und BS-TBS im Programmblock „Animeism“ gezeigt. International fand parallel die Veröffentlichung über Streaming auf der Plattform Crunchyroll statt, unter anderem mit deutschen und englischen Untertiteln. Netflix veröffentlicht die Serie in Indien.

### Synchronisation
| Rolle          | Japanische Stimme (Seiyū) |
| -------------- | ------------------------- |
| Saku Fukuzawa  | Yui Ishikawa              |
| Yukichi        | Hiroki Yasumoto           |
| Yuri Shibasaki | Yōji Ueda                 |
| Verkäufer      | Miyu Irino                |

### Musik
Die Musik der Serie stammt von Ryosuke Kojima. Das Vorspannlied ist Ureu Kado niwa Fuku Kitaru von Somei und der Abspann ist unterlegt mit Hakai Zenya no Koto von Asmi.